# エミクーシ山
エミクーシ山（Emi Koussi）とは、アフリカ大陸中央部、チャド北部のサハラ砂漠中央、ティベスティ山地南部に存在する火山である。山頂の標高は3,445 mでチャド国内で最も標高が高く、かつサハラ砂漠でも最も高い場所である。